# 369
369 је била проста година.

## Догађаји
- Пролеће – Цар Валенс прелази Дунав и напада готска племена (Греутунге и Тервинге). Валенс и Атанарих, готски краљ, на крају потписују споразум.
- Фритигерн постаје краљ Визигота; усред непријатељстава са својим ривалом Атанарихом, он тражи од Валенса и трачке војске да интервенишу. Они окончавају грађански рат, а Фритигерн прима хришћанство.
- Теодосије у потпуности враћа Британију у састав Римског царства након Велике завере 367. године.
- Краљ Шапур II окупира проримско краљевство Јерменије. Опседа Артогерасу у данашњој Грузији, где Папас (Пап), син краља Арсака II (Аршак II), брани тврђаву и краљевско благо од персијских снага.
- Трећа северна експедиција генерала Источног Ђина Хуан Вен је поражена од стране бившег генерала Јана Муронг Чуија.
- Вулфила ствара Готски алфабет састављен од слова заснованих на грчким и римским словима, као и од неких германских руна. Он преобраћа Готе у аријанско хришћанство.
- Свети Никита Ремезијански учествује нан Црквеном сабору у Риму, на коме је осуђена аријанска јерес.